# St. Martin in Kampill

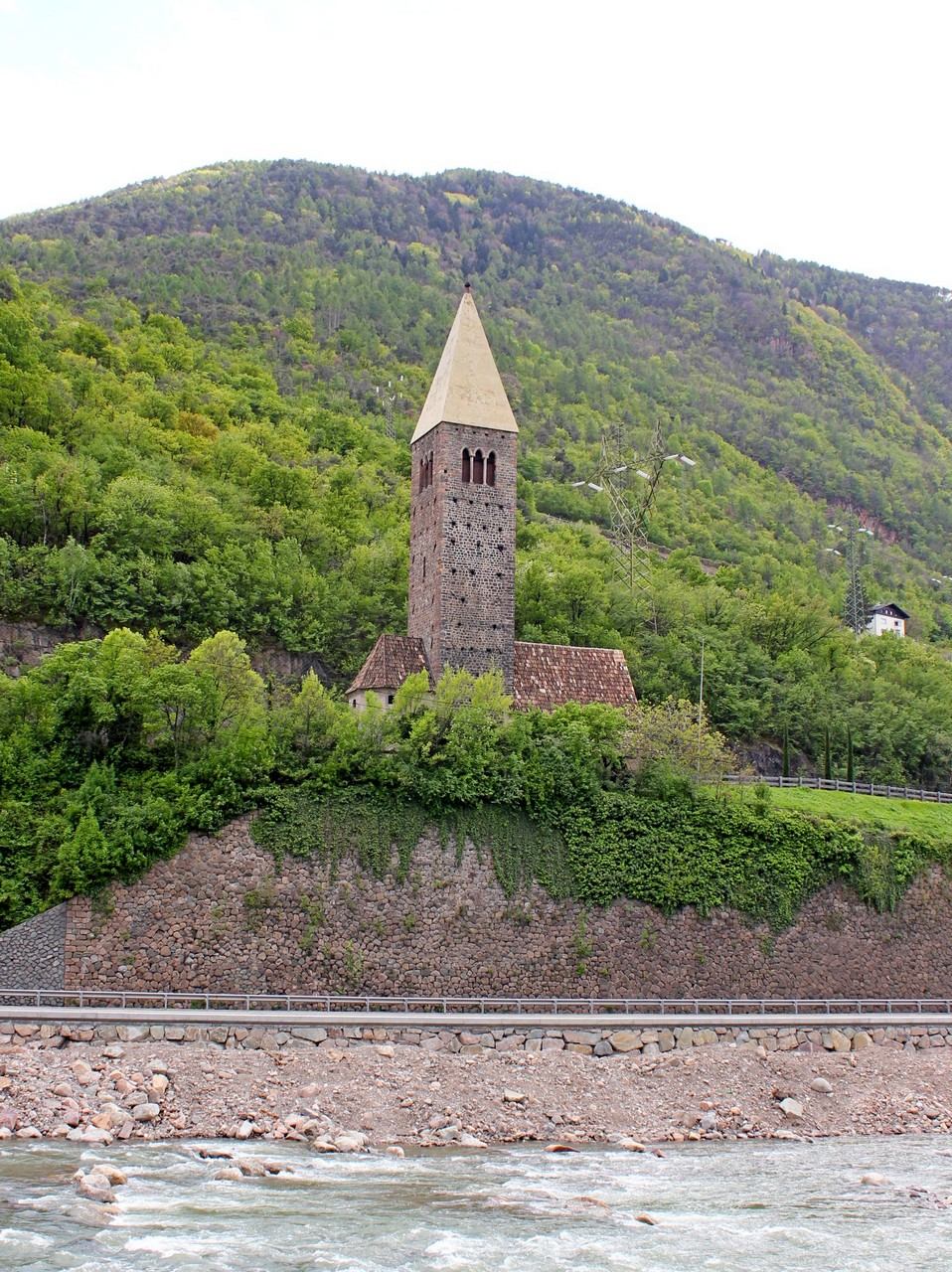
St. Martin in Kampill oberhalb des Eisack

St. Martin in Kampill ist eine römisch-katholische Filialkirche in der Südtiroler Landeshauptstadt Bozen, die dem hl. Martin von Tours geweiht ist. Die in Kampill auf der orographisch linken Seite knapp ober dem Eisack im ehemaligen Gemeindegebiet von Zwölfmalgreien gelegene Kirche besitzt sehr gut erhaltene gotische Fresken in ihrem Inneren. Sie steht seit 1977 unter Denkmalschutz.

## Geschichte
Die Örtlichkeit Kampill ist bereits im Sommer 1166 unter der Bezeichnung „Campillen“ im Lehen- und Einkünfteverzeichnis der hier begüterten bayerischen Grafen von Neuburg-Falkenstein, dem sog. Codex Falkensteinensis, genannt. Ein erster Kirchenbau wurde nach Ausweis der sog. „Bozner Chronik“, einer annalistischen Aufzeichnung des 14. Jahrhunderts, im Jahr 1180 vom Bischof von Trient gemeinsam mit fünf weiteren Kirchen des Bozner Raums geweiht. Seine heutige Form mit dem wuchtigen Turm erhielt das Gebäude 1303. Die Sakristei baute Giovan-Battista Delai 1610 an den Chor der Kirche an. Ein wiederhergestelltes Kopfsteinpflaster erinnert daran, dass hier schon in vergangenen Jahren ein alter Fahrweg unter dem Dach der seitlichen Vorhalle vorbeiführte.
Im 16. Jahrhundert ist ein Brückensteg („des Campillers steg“ 1533; „steg bei sand Martin“ 1556) bezeugt, der unterhalb von St. Martin über den Eisack führte. Der Althistoriker Richard Heuberger vermutete in diesem frühneuzeitlichen Übergang eine späte Fortsetzung der römischen Flussquerung von Pons Drusi.
Heute ist die Kirche zwischen der Brennerstaatsstraße und der Brennerautobahn eingezwängt, sodass kaum Besucher und Touristen den Weg hierher finden, obwohl sie sehr bedeutende Kunstwerke der Bozner Schule in ihrem Inneren birgt. Beim Bau der Autobahn bis 1974 erlitten die Fresken der Kirche durch Sprengungen Schäden, weshalb anschließend die Autobahngesellschaft die Renovierungskosten der Kirche finanzierte.

## Baubeschreibung
Das Gebäude ist eine Chorturmkirche. Der Turm schließt mit einer gemauerten Turmpyramide ab, die nach Osten ausgerichtete Apsis besitzt einen polygonalen Schluss. An der Fassade befindet sich ein Fresko mit der Darstellung des hl. Christophorus aus der Renaissancezeit.

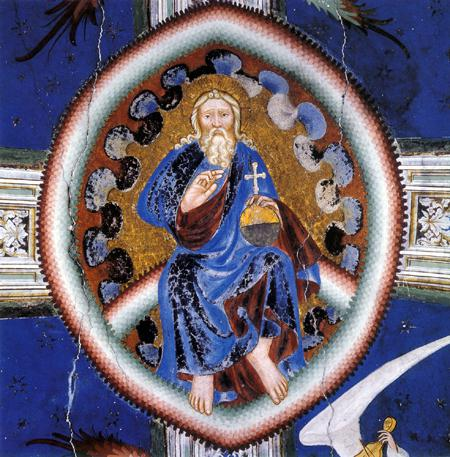
Fresko mit Gottvater im Langhausgewölbe

Der Innenraum ist vollständig mit Fresken ausgemalt. Im Chor ist an zentraler Stelle des Tonnengewölbes das blutende Gotteslamm mit der Fahne dargestellt, umgeben von den vier Evangelistensymbolen. Die klugen und törichten Jungfrauen befinden sich in der Bogenwölbung. In der Apsiskalotte sitzt eine sogenannte Madonna dell’umilità (Madonna der Demut) umgeben von musizierenden Engeln. Diese Fresken besitzen eine enge Verwandtschaft zum Meister von St. Valentin in Seis und lassen den Einfluss der Veroneser Malerei eines Altichiero da Zevio erkennen.
In der unteren Zone der Apsis ist eine Reihe mit Aposteln zu sehen. Bei einer Restaurierung kam hier rechts vom Altar die Jahreszahl 1403 zum Vorschein. An der Nordwand des Chores befindet sich ein Fenster, neben dem die hll. Leonhard und Ulrich rechts und Thomas links dargestellt sind, die Fensterlaibung hingegen ist mit dem hl. Martin und einer Madonna mit Stifterbild, darüber das Schweißtuch der Veronika, geziert. Diese Fresken sind um 1440 entstanden.

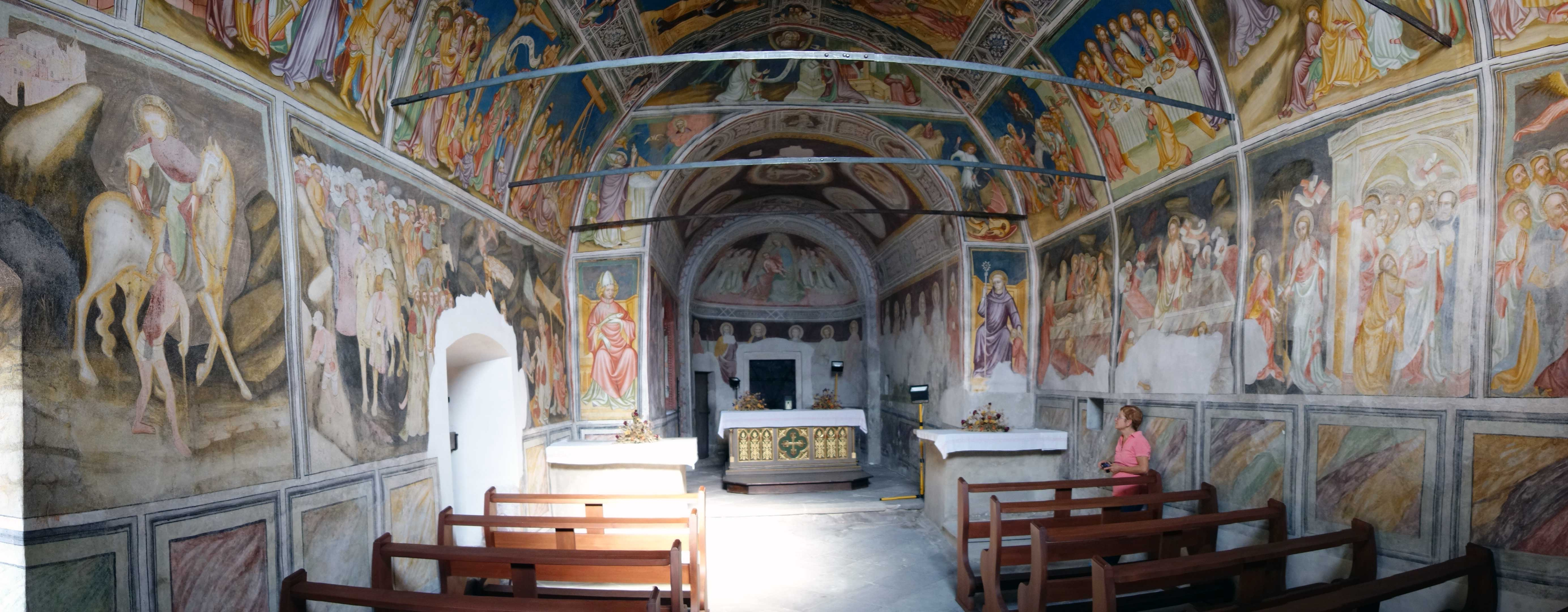
Innenraum der Kirche

Das Langhaus wird von einer Spitztonne überwölbt. Dort befindet sich zentral ein bärtiger Gottvater in der Mandorla, der von Kirchenvätern und musizierenden Engeln auf leuchtendem azurblauem Grund umgeben wird. Im oberen Bereich der Triumphbogenwand ist die Verkündigung des Herrn an Maria dargestellt, rechts darunter die Messe des hl. Gregor (oder die Ulrichsmesse) und der hl. Ulrich von Augsburg, links der hl. Georg als Drachenkämpfer und der hl. Leonhard. Die Langhauswände sind wie auch schon der Chorbereich in zwei Bildzonen gegliedert. Die untere Zone der Nordwand wird von einem einzigen großen und figurenreichen Bild mit der Anbetung der hl. Drei Könige eingenommen, in dessen vorderen Bereich die Szene des hl. Martin mit dem Bettler vorangestellt wird. Der übrige Teil der Langhauswände wird von großen Bildfeldern mit Szenen aus der Passion Christi eingenommen, beginnend mit dem Einzug Christi in Jerusalem an der Südwand oben neben der Triumphbogenwand, sich fortsetzend in der oberen Zone der Nordwand bei der Eingangswand, und endend in der unteren Zone der Südwand mit der Himmelfahrt Christi. Der Zyklus verläuft somit im Uhrzeigersinn von links oben nach links unten. An der Eingangswand ist der Erzengel Michael als Seelenwäger am Jüngsten Tag zu sehen. Die Langhausfresken stammen von einem Künstler aus dem Umkreis Hans Stotzingers und stellen Meisterwerke der sog. Bozner Schule dar. Außergewöhnlich sind die Farbintensität und Vollständigkeit der erhaltenen gotischen Wandmalereien.
Im Stadtmuseum Bozen befinden sich eine plastische Darstellung der hl. Dreifaltigkeit in Form von drei gleich aussehenden Männern und zwei Flügelschreine, die aus der Kirche St. Martin in Kampill stammen.

## Archiv
Aus den Jahren 1533 bis 1797 sind 68 Rechnungsbücher von St. Martin in Kampill am Stadtarchiv Bozen überliefert (Hss. 1713–1781), die von den jeweiligen Kirchpröpsten geführt wurden.

## Film
- Die Schätze von St. Martin in Kampill. Aus der Reihe Bozner Kostbarkeiten. 30 Minuten (RAI Südtirol 2011)